# Siavosh Adeli
 (août 2025).
La mise en forme du texte ne suit pas les recommandations de Wikipédia : il faut le « wikifier ».
Les points d'amélioration suivants sont les cas les plus fréquents. Le détail des points à revoir est peut-être précisé sur la page de discussion.
- Les titres sont pré-formatés par le logiciel. Ils ne sont ni en capitales, ni en gras.
- Le texte ne doit pas être écrit en capitales (les noms de famille non plus), ni en gras, ni en italique, ni en « petit »…
- Le gras n'est utilisé que pour surligner le titre de l'article dans l'introduction, une seule fois.
- L'italique est rarement utilisé : mots en langue étrangère, titres d'œuvres, noms de bateaux, etc.
- Les citations ne sont pas en italique mais en corps de texte normal. Elles sont entourées par des guillemets français : « et ».
- Les listes à puces sont à éviter, des paragraphes rédigés étant largement préférés. Les tableaux sont à réserver à la présentation de données structurées (résultats, etc.).
- Les appels de note de bas de page (petits chiffres en exposant, introduits par l'outil «  Source ») sont à placer entre la fin de phrase et le point final[comme ça].
- Les liens internes (vers d'autres articles de Wikipédia) sont à choisir avec parcimonie. Créez des liens vers des articles approfondissant le sujet. Les termes génériques sans rapport avec le sujet sont à éviter, ainsi que les répétitions de liens vers un même terme.
- Les liens externes sont à placer uniquement dans une section « Liens externes », à la fin de l'article. Ces liens sont à choisir avec parcimonie suivant les règles définies. Si un lien sert de source à l'article, son insertion dans le texte est à faire par les notes de bas de page.
- La présentation des références doit suivre les conventions bibliographiques. Il est recommandé d'utiliser les modèles {{Ouvrage}}, {{Chapitre}}, {{Article}}, {{Lien web}} et/ou {{Bibliographie}}. Le mode d'édition visuel peut mettre en forme automatiquement les références.
- Insérer une infobox (cadre d'informations à droite) n'est pas obligatoire pour parachever la mise en page.

Pour une aide détaillée, merci de consulter Aide:Wikification.
Si vous pensez que ces points ont été résolus, vous pouvez retirer ce bandeau et améliorer la mise en forme d'un autre article.
 (août 2025).
Si vous disposez d'ouvrages ou d'articles de référence ou si vous connaissez des sites web de qualité traitant du thème abordé ici, merci de compléter l'article en donnant les références utiles à sa vérifiabilité et en les liant à la section « Notes et références ».
 (août 2025).
Siavosh Adeli est un architecte d’intérieur et designer suisse d’origine perse.
Son projet phare est « La Salle des Emirats » réalisé au Palais des Nations à Genève (ONU) en collaboration avec son ancien associé et partenaire professionnel Joakim de Rham installé à Dubai, dans le cadre d’un concours international lancé par MOPA le Ministère Présidentiel des Affaires d’Abu Dhabi des Émirats arabes unis supervisé par la Mission Permanente des Émirats Arabes Unis à Genève récompensés par quatre prix internationaux.
Aux travers de ses projets, son style est reconnu comme extrêmement méticuleux et soigné caractérisé par un côté horloger suisse en matière de rigueur,. Influencé par la nature, l’art, la technologie et la culture de ses mandataires. Chaque projet est accompagné d'une histoire particulière qui le caractérise et l'encre dans son histoire lors de sa réalisation.

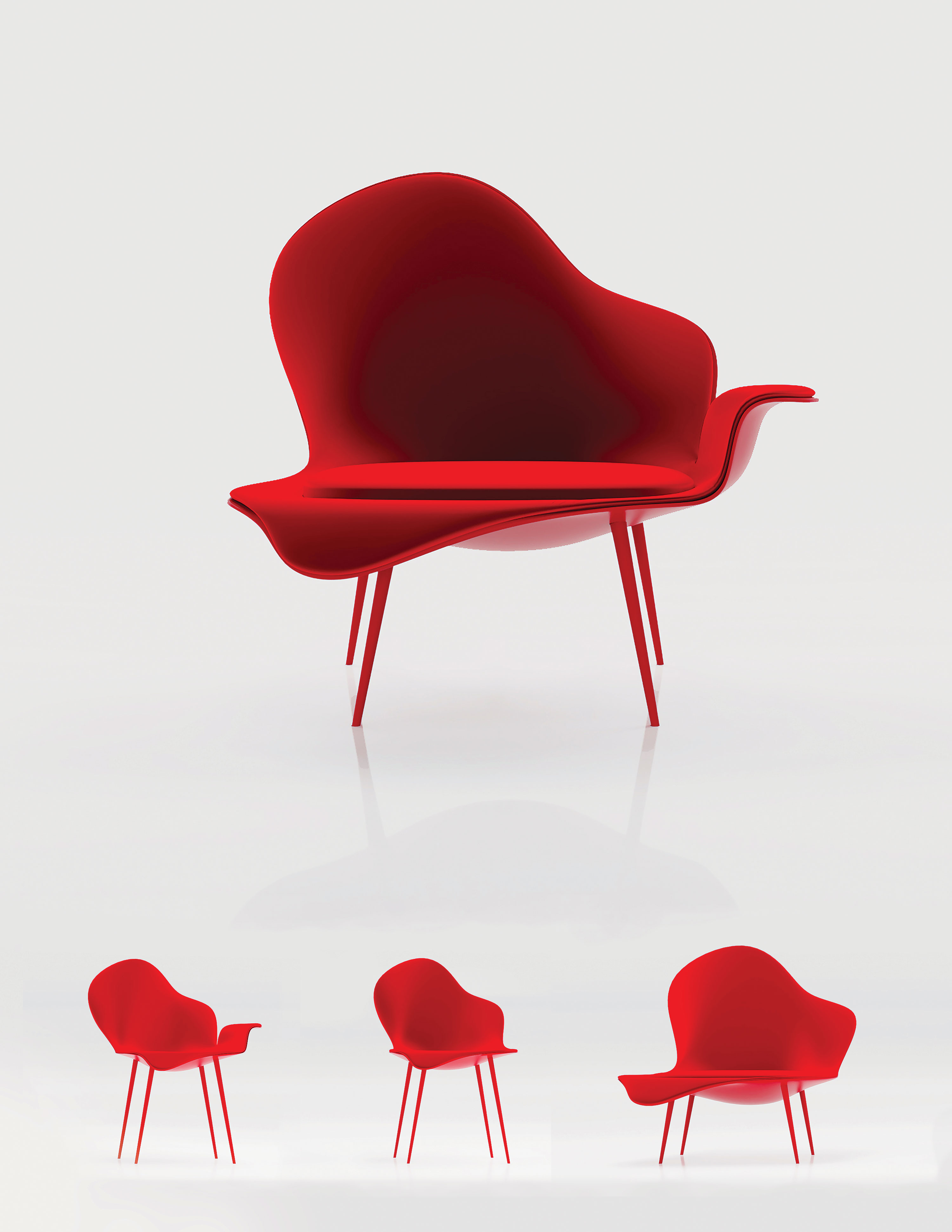
Chaise de la collection Aquarium inspirée du poisson Goldfish

Avec une idéologie multidisciplinaire, il conçoit et dessine autant des résidences privées pour une clientèle internationale de prestige que des bureaux comme ceux de la Fédération équestre internationale à Lausanne pour le compte de la Princesse Haya, la First Abu Dhabi Bank à Genève, des surfaces commerciales pour des marques telles que Mövenpick, British American Tobacco ou encore des demeures résidentielles classées telles que la Villa Dubochet. Durant la pandémie de Covid-19, Siavosh Adeli conçoit plusieurs collections de meubles, inspiré de la nature notamment du monde aquatique et de diverses époques historiques. Cette période marque son souhait de faire évoluer le nom ADELI, du bureau d'architecte, en une marque à part entière. Entre 2024 et 2025, il réalise les futurs bureaux de la Mission Permanente des Émirats Arabes Unis à Genève en collaboration avec le bureau de la Ministère des Affaires Etrangères à Abou Dhabi, dans l’ancien bâtiment de l'Unicef à Genève. Par ailleurs, entre 2023 et 2024, il est sollicité par le bureau Présidentiel d'Abou Dhabi pour participer à plusieurs projets de transformation pour la famille royale des Émirats Arabes Unis, portant sur des sites situés entre la France et la Suisse.

## Biographie
Architecte d’intérieur et designer, Siavosh Adeli est diplômé de l’école architecture Athénaeum de Lausanne en 1996, école crée par Alberto Sartoris.
Fils de Ali Adeli, architecte d’intérieur et artiste peintre renommé d'Iran, travaillant pour la famille du Shah d’Iran avant la révolution et de Fereshteh Adeli née Sadigh. Siavosh Adeli arriva en Suisse en 1983 et en 1991 étudia les Arts visuels avant de commencer l’architecture d’intérieur en 1992.

### 1996 - 1999: Diplôme et formation
Il obtient son diplôme en 1996 à l'école Athénaeum et travailla deux ans dans deux bureaux d’architecture réputés à Fribourg et Lausanne, avant de lancer son propre bureau, en 1999, au nom de « Adeli & de Rham » en s’associant avec son camarade d’école Joakim de Rham.

### 1999 - 2004: Premiers projets
Le bureau "Adeli & de Rham" est sollicité par des entreprises telles que Iran Air, British American Tobacco, Tag Heuer, Mövenpick afin de leur créer des projets et se démarquent en mettant l’architecture d’intérieur au service du marketing auprès de multinationales entre 1999 – 2004.

### 2004-2008: Séparation d'avec son associé et réalisations de premiers projets en solo
En 2004, les deux associés, Siavosh Adeli et Joakim de Rham, partent à la conquête de Dubai ensemble mais à leur retour, décident de se séparer tout en gardant une synergie entre la Suisse et Dubaï où Joakim de Rham s’installe et crée le bureau « Swiss Bureau Interior Design ». Siavosh Adeli reste, quant à lui, en Suisse et continue seul sous le label ADELI.
Entre 2004 et 2008, Siavosh Adeli travaille seul sur divers projets de rénovations de villas et réalise divers concepts pour le célèbre D! Club et le fameux bar-terrasse des Arches sous le Grand Pont à Lausanne .
Durant cette période, il crée également le design du premier pavillon de glaces pour Mövenpick à Montreux.

### 2008-2013: Début de sa réputation internationale
En 2008, il gagne le concours sur invitation pour la rénovation et transformation d’un des plus grands chalets (1 250 m2 habitable) à Crans Montana pour une personnalité politique d’un pays oriental en réalisant un projet de haut standing dans un style traditionnel suisse tout en œuvrant des touches orientales et contemporaines. La pièce maitresse de ce chalet fut l’espace de la piscine, créé avec un design très particulier de parois en verre avec une forme biseautée représentant schématiquement les montagnes de la région, entourés d’un rhabillage en bois contre les murs sur lesquelles des vidéos de glaces et des poissons sous la mer sont projetées créant une atmosphère magique et hors normes,.
Entre 2009 et 2013, il réalise des projets d’architecture d’intérieur d'envergure comme le Headquarter de la FEI Fédération Equestre Internationale (en collaboration avec le bureau KCA International et Hervé de Rham architectes) pour le compte de la Princesse Haya. Le projet sera livré en 2011.

Entre 2011 et 2013, il est mandaté par des clients privés pour des projets de transformations de villas dans les régions entre Lausanne et Genève.

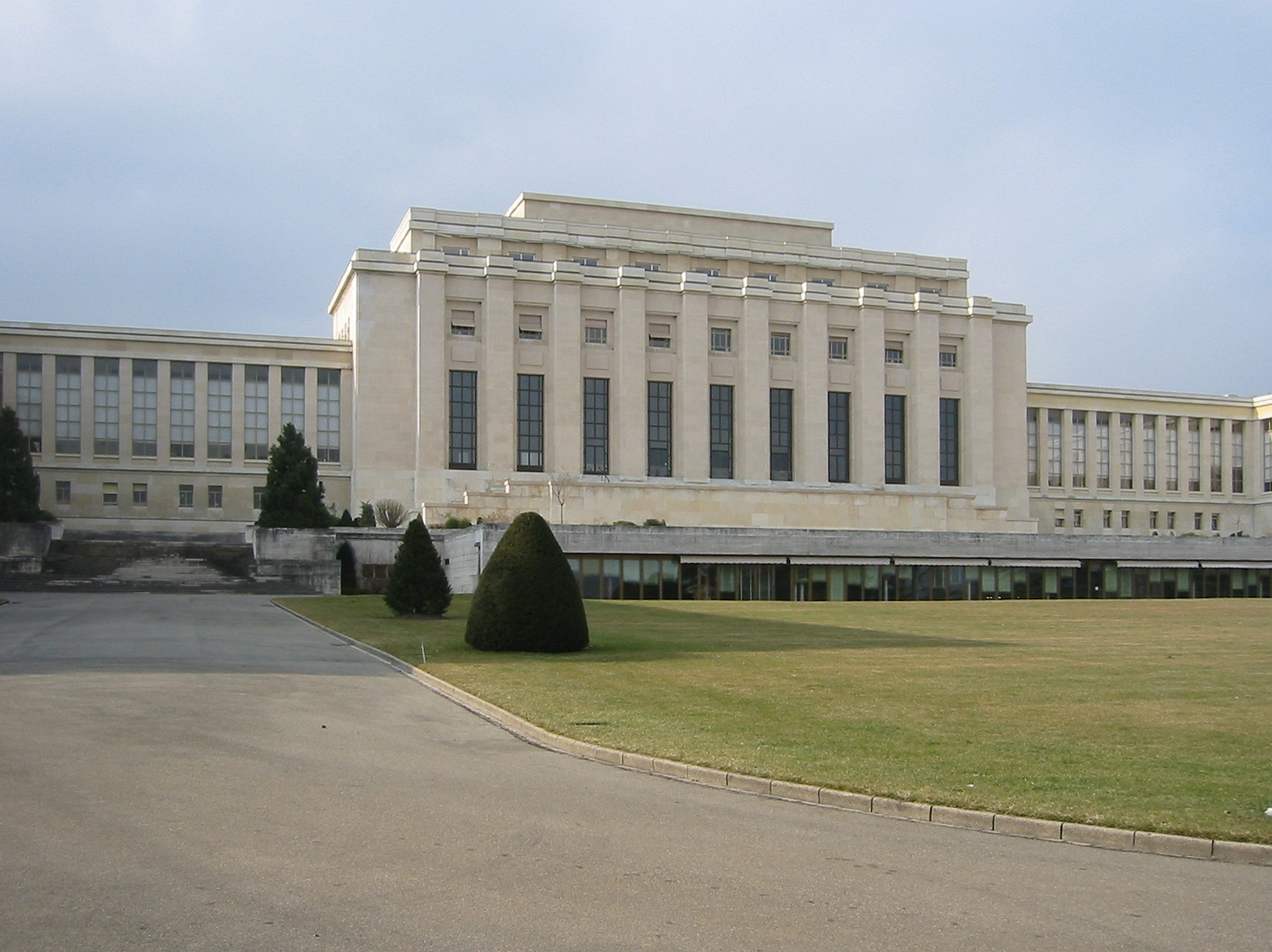
Façade extérieure du Palais des Nations à Genève

### 2015: Palais des Nations (ONU) à Genève
En 2015, Siavosh Adeli remporte avec son ancien associé Joakim de Rham, le concours international de la rénovation de la salle XVII (devenu La Salle des Émirats ») au Palais des Nations à Genève pour le compte du Ministère Présidentiel des Affaires d’Abu Dhabi et la Mission Permanente des Émirats Arabes Unis auprès de l’Office des Nations Unies et des autres organisations internationales à Genève. Un projet qui a associée créativité, technicité et authenticité. Afin de réaliser ce projet, il a fallu allé chercher des entreprises dans toute l'Europe capable de relever les défis techniques que demandaient le projet. Pour cette œuvre, Siavosh Adeli a imaginé un concept novateur et emblématique alliant technologie de pointe et design d’intérieur en s’inspirant d’éléments symboliques liés au patrimoine géographique et culturel du pays du donateur. Parmi les éléments les plus novateurs: le plafond de la salle où l’on retrouve une structure architecturale métallique inspirée de l’emblème sous forme de calligraphie derrière laquelle une toile tendue éclairée par des diodes électroluminescentes réplique le ciel des émirats défilant du matin au crépuscule en temps réel; ou encore dans la zone publique la présence d’un reflet d’un cheval représentant le côté « mirage » du désert. Le projet fut inauguré en juin 2016 en présence de l'ex Député Secrétaire Général Jan Eliasson, Michael Moller directeur général de l’ONU Genève, Ministre de l’Etat de UAE Mme Maitha Salem Al Shamsi et l’ambassadeur de UAE à Genève M. Obaid Salem Al Zaabi. Après l’inauguration, entre 2017 et 2018, le projet a remporté 4 prix internationaux dans les domaines du design et des technologies.

### 2017 - 2019: Villas Dubochet
Entre 2017 et 2019, Siavosh Adeli s’est occupé de la transformation et rénovation de deux des fameuses villas Dubochet dans le quartier portant le même nom à Clarens. Il collabore étroitement avec le département du Service immeubles, patrimoine et logistique avec la présence des experts spécialisés pour chaque détail. Il a également entretemps, réalisé un tech café dans le bâtiment de l’UNHCR à Genève et créé son propre showroom dans une surface de 250 m2 au centre ville de Lausanne.
En 2019, le journal suisse le temps lui consacre un article en le décrivant comme "L’Homme d’intérieur qui réplique le ciel des Emirats".

## Détails de ses réalisations et projets
Une série de réalisations phares a particulièrement affirmée le style de Siavosh Adeli et ont permis au designer d'acquérir une réputation internationale.

### ONU - Salle des Emirats (Ancienne salle XVII) – Palais des Nations
Lauréats de 4 prix internationaux, «La salle des Emirats – ancienne salle XVII » réalisée à l'Office des Nations Unies à Genève a nécessité une rénovation complète pour se conformer aux normes techniques des salles de conférences.
Invités par le «Ministère des affaires présidentielles d'Abu Dhabi» à participer au concours international de rénovation de la salle de conférence XVII, Siavosh Adeli avec son partenaire Joakim de Rham ont relevé le défi de cette rénovation hors norme.
Il s'agissait de dessiner un projet digne du côté avant-gardiste et futuriste des Emirats Arabes Unies tout en représentant son côté atmosphérique.

#### Historique
La salle XVII qui se situe dans le bâtiment E (Aile dite « nouvelle » du Palais des Nations) construite entre 1968 et 1973, était en effet devenue vétuste avec son style architectural et son ameublement des années 1970.
Aussi, les grandes salles principales du bâtiment E n’offraient aucune échappée vers l’extérieur et ne possédaient ni fenêtre ni lumière naturelle.
La boiserie massive et foncée de la salle ainsi que l’équipement audiovisuel d’époque contribuaient également à l’atmosphère pesante de la salle XVII qui nécessitait définitivement une rénovation sur tous les fronts (architectural, technique, technologique ainsi que l’aménagement intérieur).
Un concours pour le nouveau design de la salle XVII a été lancé par le Ministère des Affaires Présidentielles des Emirats en mars 2014 entre 5 bureaux d’architecture, suisse, français, espagnole, allemand et italien. Le lauréat a été le bureau suisse des architectes Siavosh Adeli et Joakim de Rham.
L’accord pour ce projet a été signé en automne 2014 par le directeur général de l’ONU à Genève, Michael Moller et l’ambassadeur de la Mission de UAE, M. Obaid Salem Saeed Al Zaabi.
À ce jour, l’un des plus importants financements du même genre, effectué par un pays membre de l’ONU, est celui offert à la salle XX du Conseil des droits de l’homme par le gouvernement espagnol en 2005. Celui-ci avait commandé à l’artiste espagnol Miquel Barcelo la réalisation de son célèbre plafond stalagmitique.
Le contrat du projet a été signé en janvier 2015. Les travaux ont démarré en juillet 2015 et se sont terminés le 16 mai 2016. Les architectes avaient environ 10 mois pour jouer les chefs d’orchestre d’une œuvre complexe et technique nécessitant l’intervention de sept ingénieurs et plusieurs corps de métiers.
Le challenge pour la rénovation de la salle XVII était d’allier la technologie de pointe au design d’intérieur. L’enjeu était de taille pour les architectes en pleine course contre la montre car il n’était pas question de ne pas être prêt pour la date de l’exploitation de la salle par l’ONU, date qui était prévue depuis le début du contrat pour le 23 mai 2016.
L’étude approfondie du projet ainsi que l’envoi des soumissions et la signature des contrats ont eu lieu de janvier à juin 2015.
Les premiers travaux se sont concentrés durant les quatre premiers mois par la démolition et le désamiantage de la salle.
Les mois de novembre et décembre ont été consacrés aux travaux d’ingénierie, notamment la création de la structure présidentielle portant le  nouvel écran de 7 m sur 2,50 m ainsi que le renforcement de la structure de la dalle pour porter le nouveau plafond (pesant un poids d'environ 20 tonnes -  contenant la structure métallique et les plaques led ainsi que les toiles tendues).
Dès janvier, le plafond a été installé et les travaux d’agencements comme la boiserie, la moquette et les mobiliers ont suivi de mi-février jusqu’au 16 mai 2016.

#### Concept du projet[22]
« Le ciel Emirati évoluant de l’aube au crépuscule » au cœur de la salle de conférence XVII, c’est le don offert par les Émirats Arabes Unis aux Nations unies à Genève. La genèse du projet puise ses sources dans l’emblème des Émirats Arabes Unis qui est composé d’un faucon d’or au centre duquel est posé le drapeau des Émirats entouré d’un cercle avec sept étoiles représentant les sept Émirats de la confédération.
Au pied du faucon est inscrit le nom des Émirats Arabes Unis en écriture coufique. Dans le projet, le nom des Emirats Arabes Unis se transforme en une structure architecturale métallique arrondie tout en conservant les valeurs traditionnelles et culturelles de la calligraphie arabe. Cette structure est par la suite associée au ciel qui symbolise la vision des Emirats Arabes Unis. Le ciel sans fin, sans limite et infini représentant la vision futuriste et avant-gardiste du pays.
Le pourtour de la salle est composé de panneaux en bois couleur sable, qui de par leurs formes courbes représentent une subtile interprétation du vent dans les dunes.
La moquette au sol a repris les teintes orangées qui caractérisent les couleurs uniques du sable du désert d’Abu Dhabi.

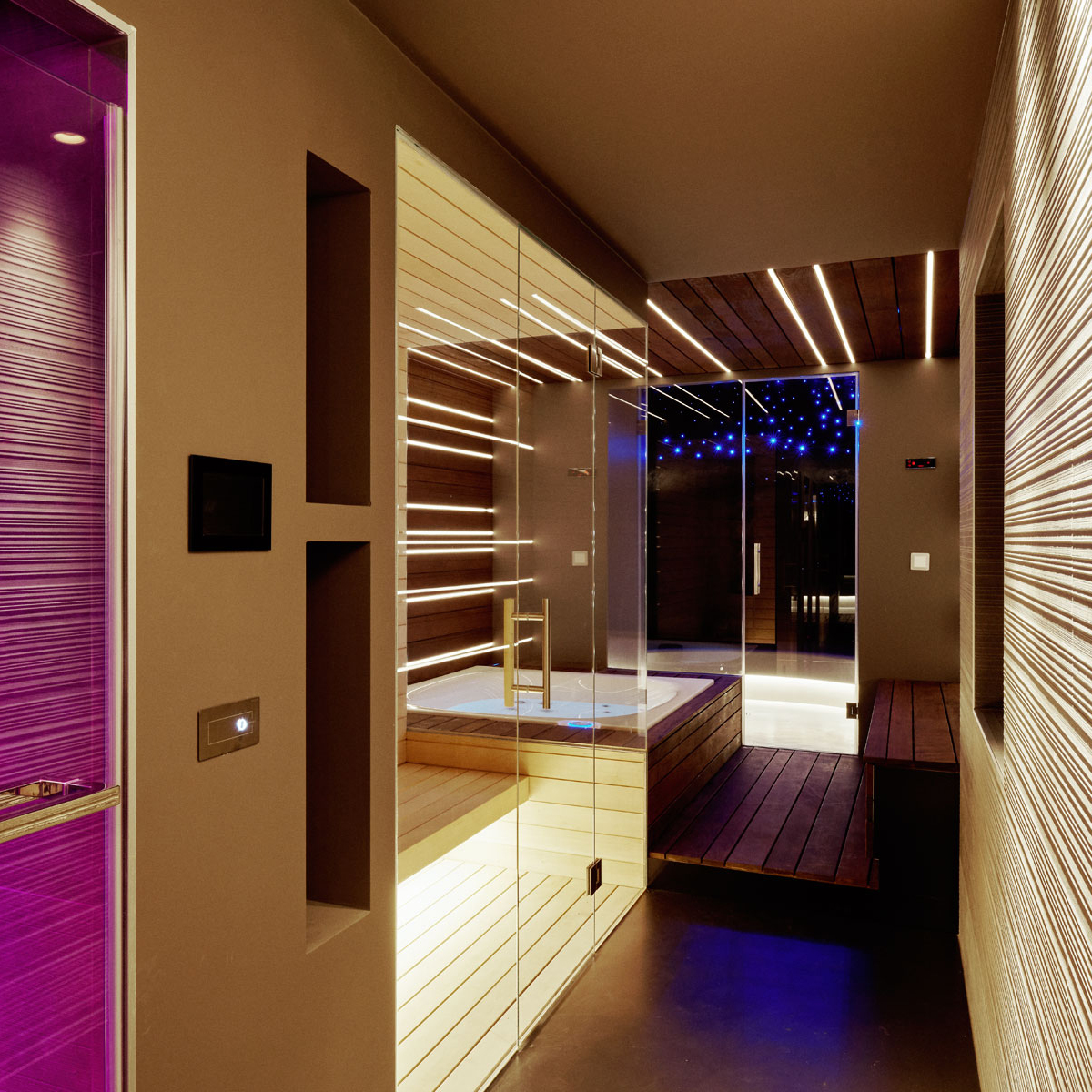
Vue intérieure du design de la partie SPA d'une Villa Dubochet rénovée par Siavosh Adeli

### Villa Dubochet
La rénovation de la Villa Dubochet est un immense travail alliant respect du patrimoine, architecture et confort contemporain. Dans le cadre d'un ensemble prestigieux de maisons de la fin du XIXe siècle à Clarens une collaboration entre le Service Immobilier, Patrimoine et Logistique et les architectes Siavosh Adeli, Tomas Mikulas et Augusto Calonder
Le projet a débuté en février 2016 et s'est achevé fin mars 2018, après plus de deux ans de travail.
Le projet impliquait un agrandissement de la surface habitable et le développement d'équipements de confort modernes en phase avec le haut standing de ce type de villa.
Compte tenu du caractère protégé de la villa, l'extension n'a pu être réalisée qu'au sous-sol, afin de préserver l'identité architecturale du bâtiment dont l'architecture (façades, toitures, ouvertures, balcons) a été scrupuleusement restaurée selon le projet d'origine.

#### Concept du projet
Le concept intérieur a été conçu de manière à créer une extension sud pour permettre deux belles chambres supplémentaires, en plus des pièces du 2e étage de la villa. L'étage supérieur se compose d'espaces de jour: salon, cuisine, salle à manger et un bureau pour le maître de maison. La pièce entièrement vitrée sous la pergola sud est une extension defils la cuisine et de la salle à manger.
Le premier étage était entièrement consacré à la suite parentale, avec la chambre, une salle de bain généreuse ouvrant sur la chambre et la vue sur le lac, un grand dressing, un coin maquillage et un deuxième espace bureau.

### Fédération Equestre Internationale
Le nouveau bâtiment du siège de la Fédération équestre internationale réalisé à Lausanne, Capital olympique, s'appelle le bâtiment HM KING HOSSEIN en hommage au défunt père de la princesse Haya bint Al Hussein (présidente de la FEI entre 2006 – 2014), un dirigeant engagé pour la paix et la démocratie et sportif passionné.

#### Concept du projet
Siavosh Adeli a travaillé en étroite collaboration avec Khuan Chew, fondateur et directeur de conception du cabinet d'architectes londonien KCA International Ltd et l'architecte Hervé de Rham pour transformer un bâtiment datant de la fin des années 1960 en redessinant la façade et en reconstruisant totalement l'intérieur.
Le nouveau siège de la FEI est construit conformément aux spécifications de Swiss Minergie, une norme de construction pour la responsabilité environnementale qui est en ligne avec les efforts constants de la FEI pour assurer le respect de l'environnement sur les lieux de manifestations équestres. L'équipe a été mise au défi de construire un bâtiment respectueux de l'environnement alliant glamour et style.

## Récompenses[27],[28],[29],[30],[31]
- Mars 2019: LUXLIFE MAGAZINE 2019 LEADING DESIGNERS dans la catégorie «Most Innovative Interior Architecture Firm of Switzerland»[2].
- Octobre 2018: EUROPEAN PROPERTY AWARD dans la catégorie « Best Interior Design Private Residence » pour le project Villa Dubochet à Clarens-Montreux en Suisse[29].
- Avril 2018: SPECIAL Award in XI Edition of PORCELANOSA Architecture & Interior Design Awards in Madrid pour le projet La Salle des Emirats au Palais des Nations à Genève.
- Décembre 2017: INTERNATIONAL PROPERTY AWARD dans la catégorie « Best Public Service Interior » à Londres pour le projet La Salle des Emirats au Palais des Nations à Genève[27].
- Novembre 2017: EUROPEAN PROPERTY AWARD dans la catégorie « Best Public Service Interior » à Londres pour le projet La Salle des Emirats au Palais des Nations à Genève
- Février 2017: INAVATION AWARD dans la catégorie « Best Most InAvative Government Facility » à Amsterdam pour le projet La Salle des Emirats au Palais des Nations à Genève[30].

## Galerie d'images

Réalisations
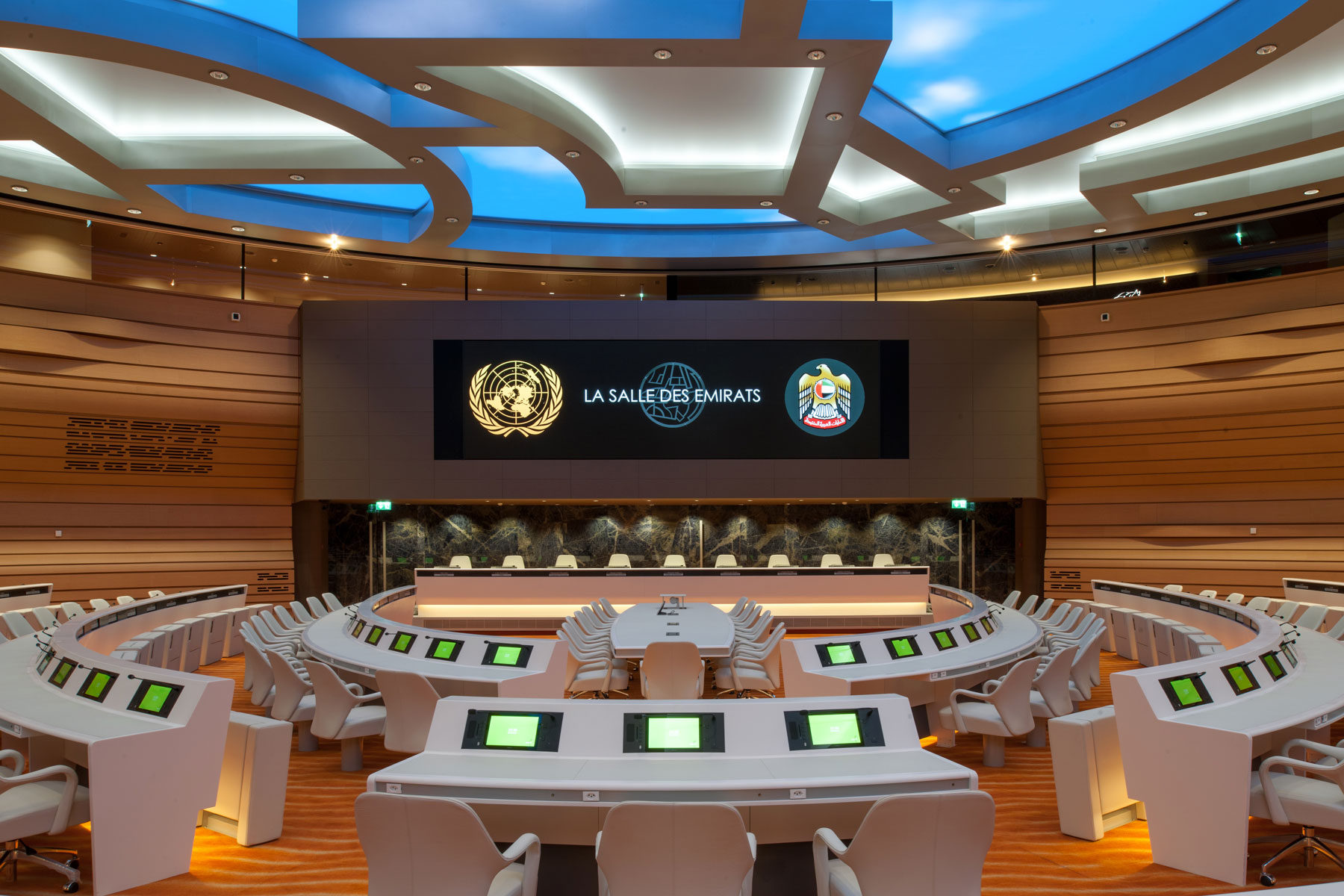
La Salle des Émirats à l’ONU, vue de face - Genève réalisé par Siavosh Adeli
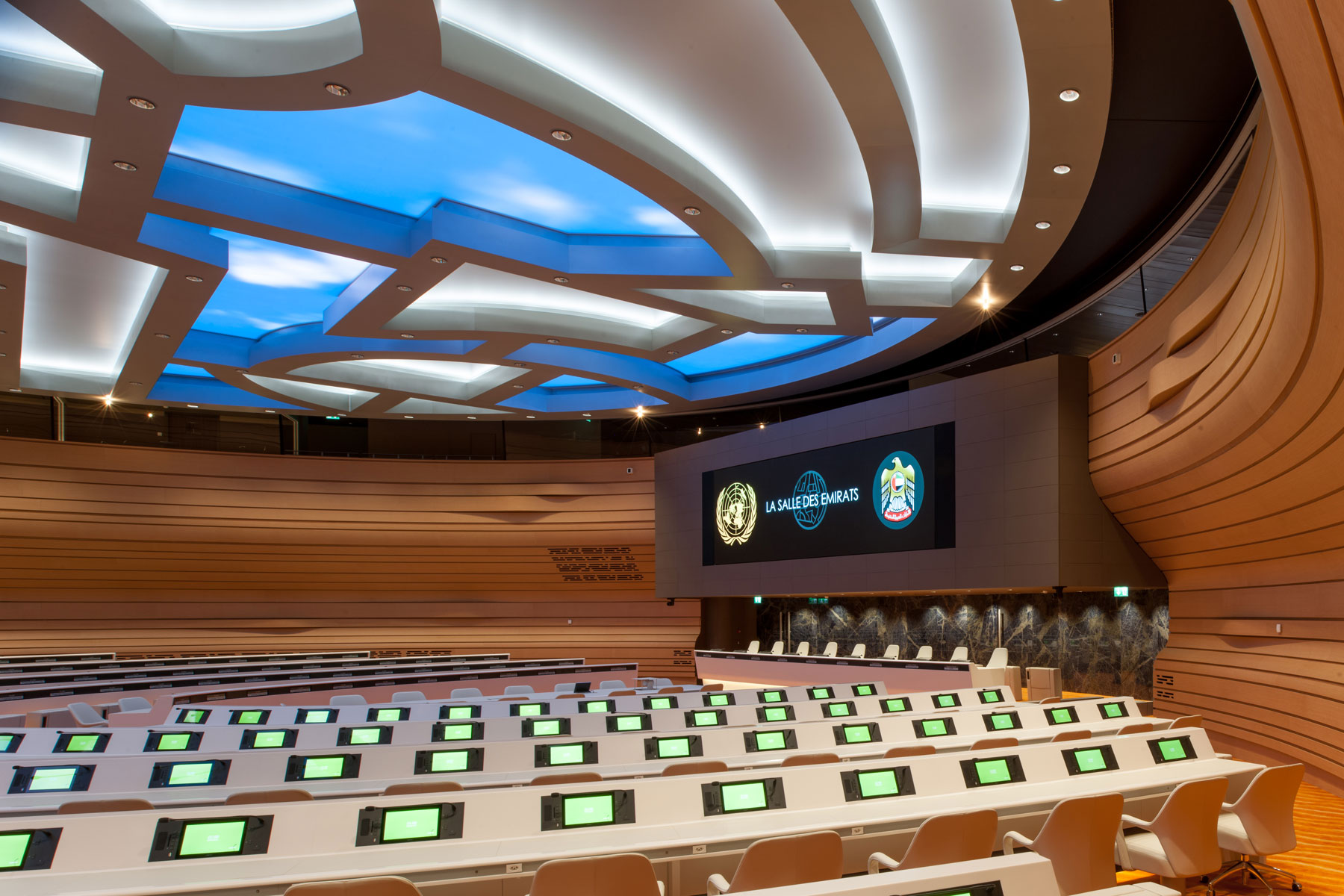
La Salle des Émirats à l’ONU - Genève réalisé par Siavosh Adeli
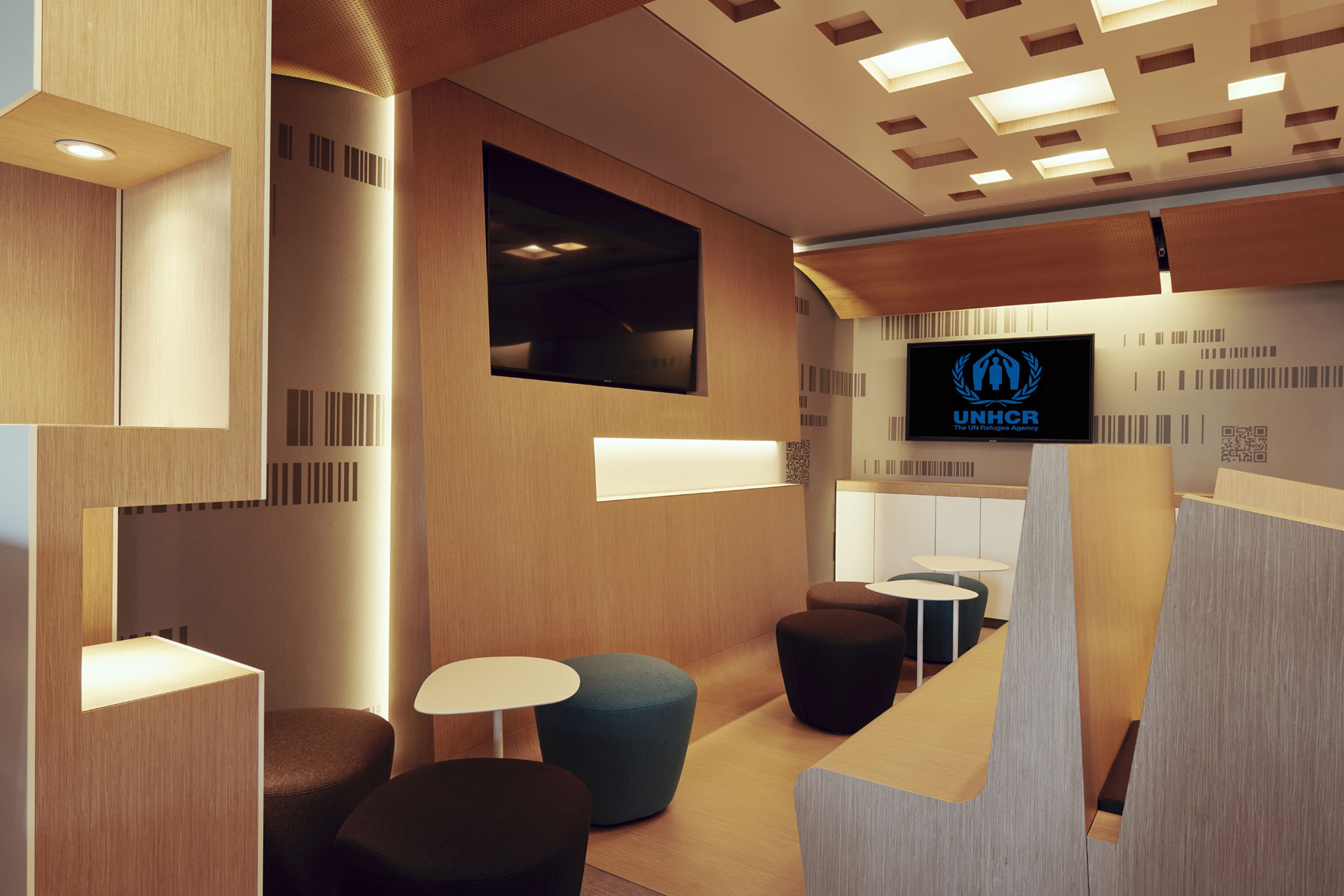
Espace « Tech café » dans le bâtiment de L’UNHCR à Genève
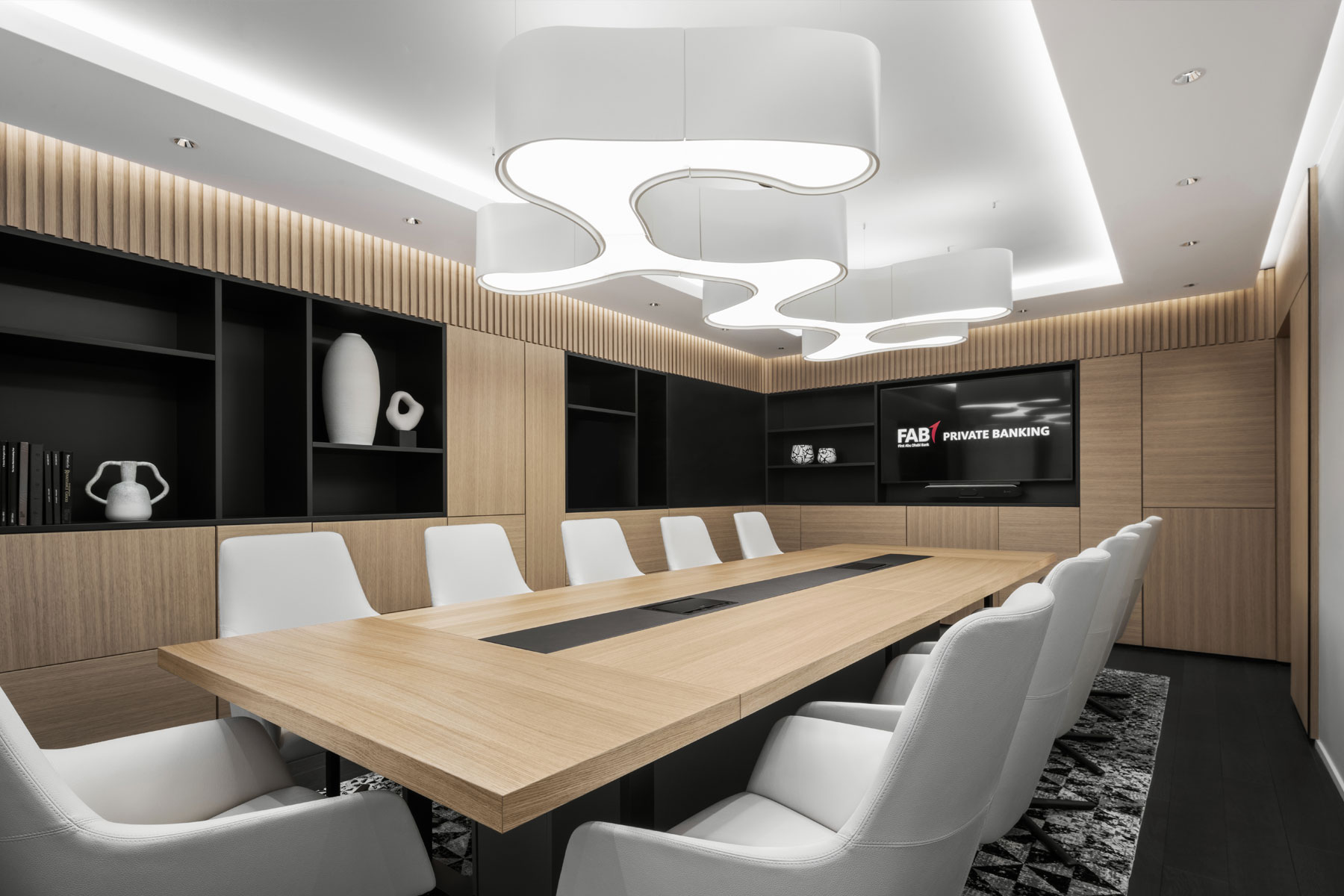
Salle de conférence principale de la banque FAB à Genève réalisé par Siavosh Adeli
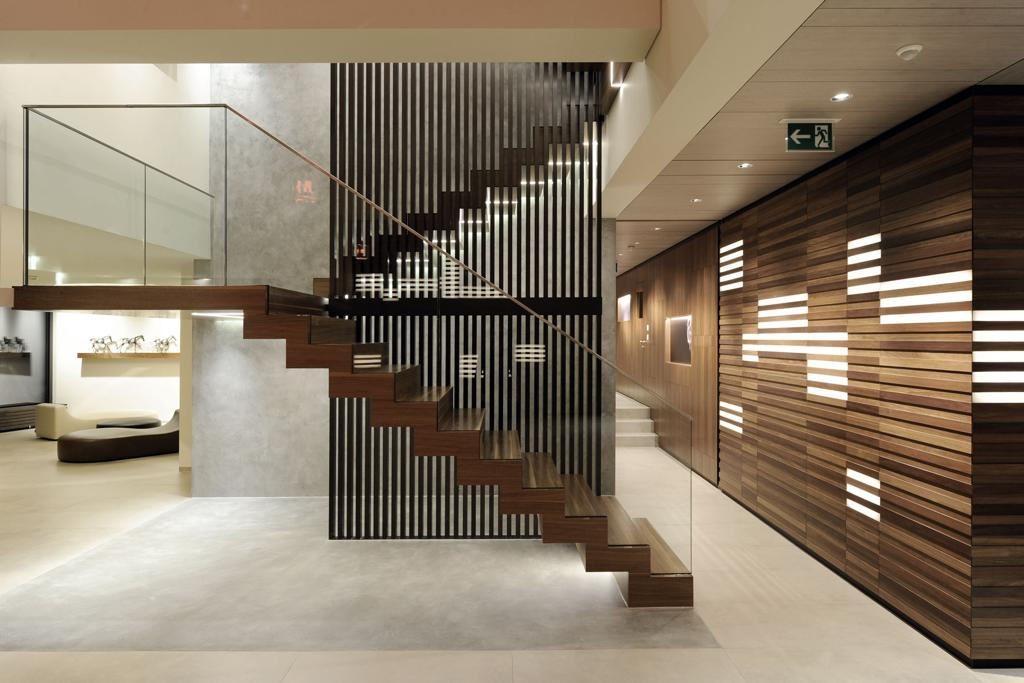
Lobby d’accueil de la Fédération Équestre Internationale réalisé par Siavosh Adeli - vue intérieure
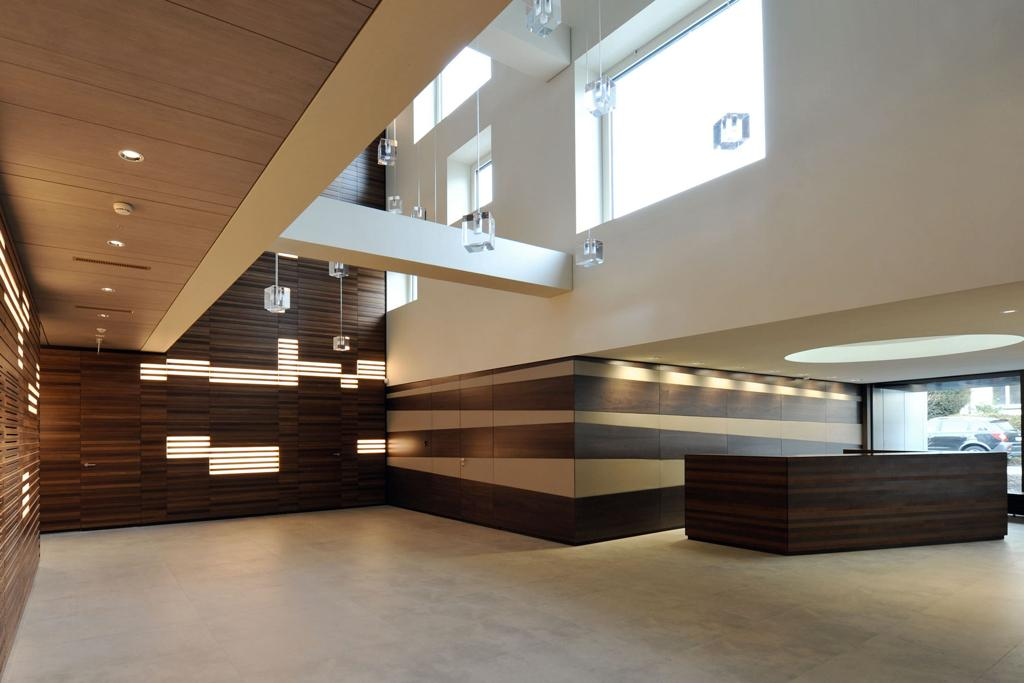
Lobby d’accueil de la Fédération Équestre Internationale réalisé par Siavosh Adeli - vue intérieure
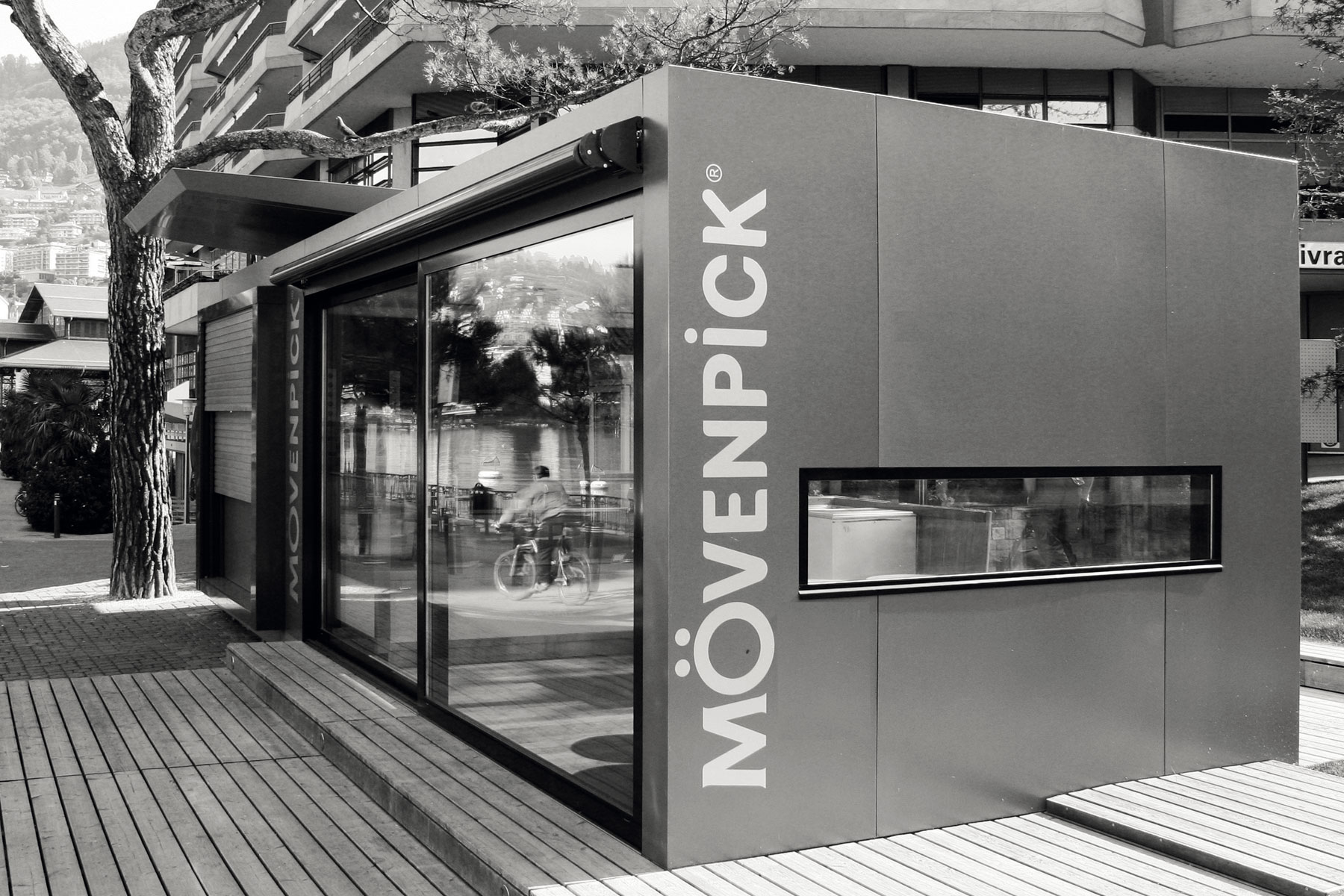
Pavillon de glace Movenpick à Montreux - Suisse réalisé par Siavosh Adeli
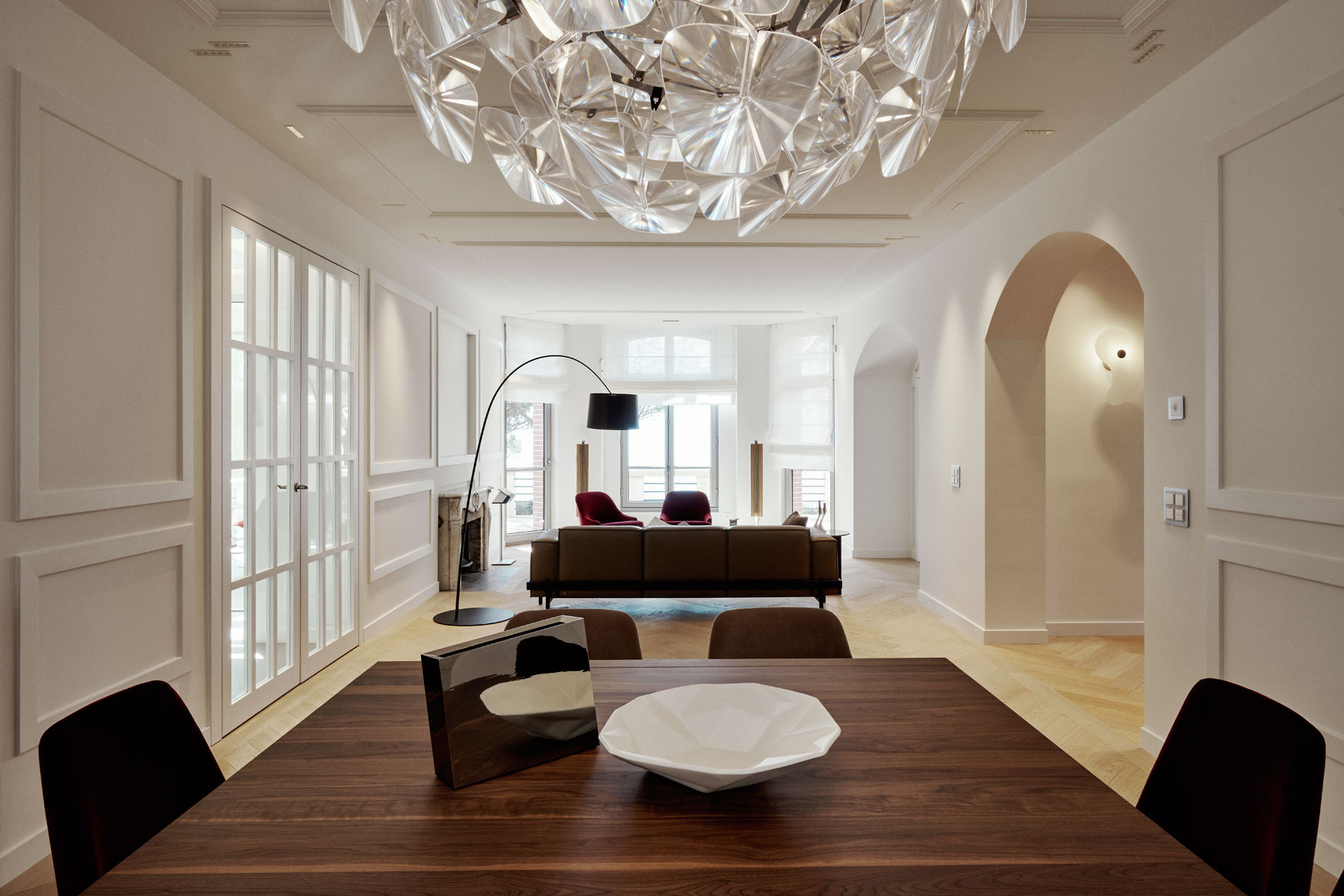
Espace séjour et salle à manger de la fameuse Villa Dubochet à Clarens réalisé par Siavosh Adeli
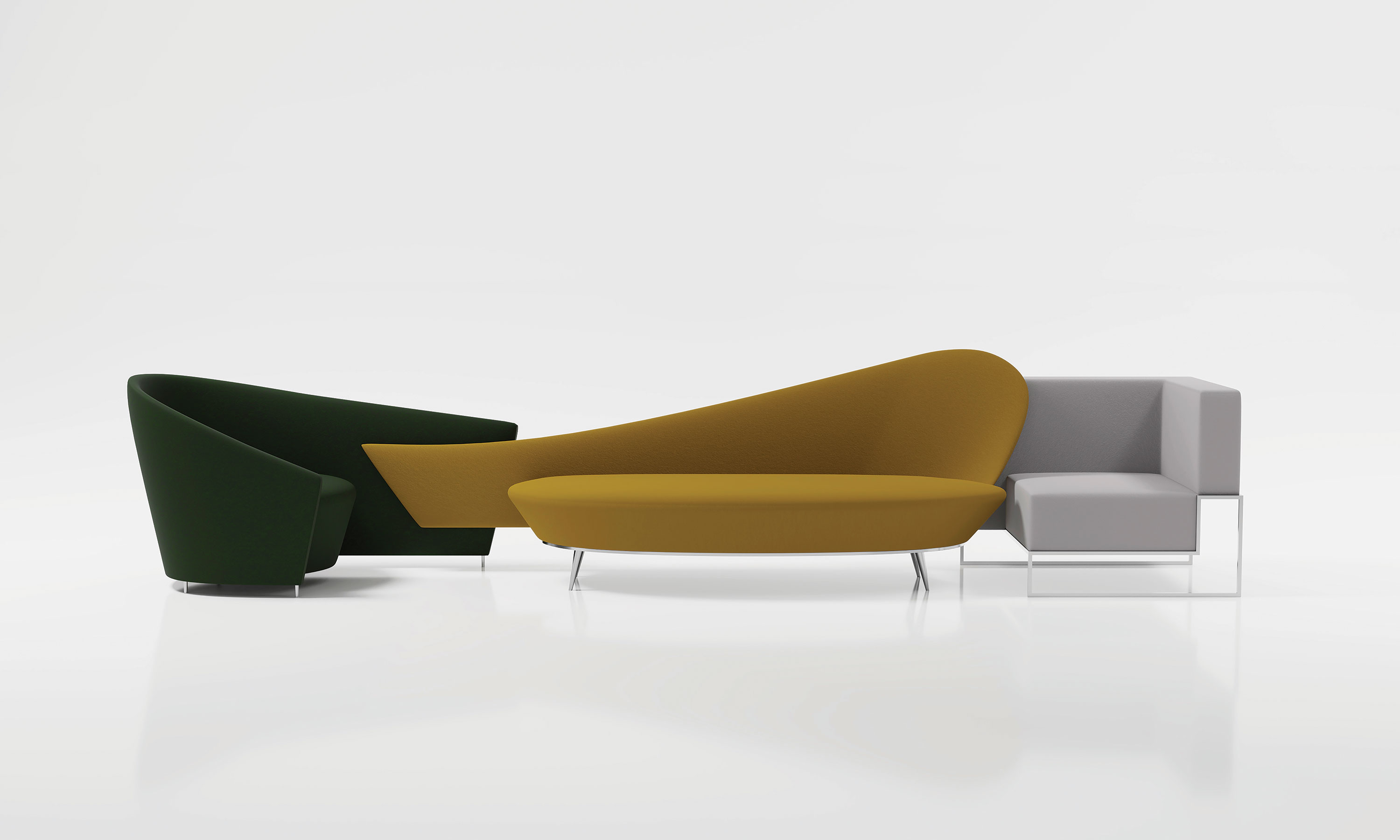
Set de canapé et fauteuils « Alliance » - designer Siavosh Adeli - inspiré de 3 périodes clées de l’histoire de mobiliers telles que la période Louis XVI, la période Bauhaus et la période Vintage
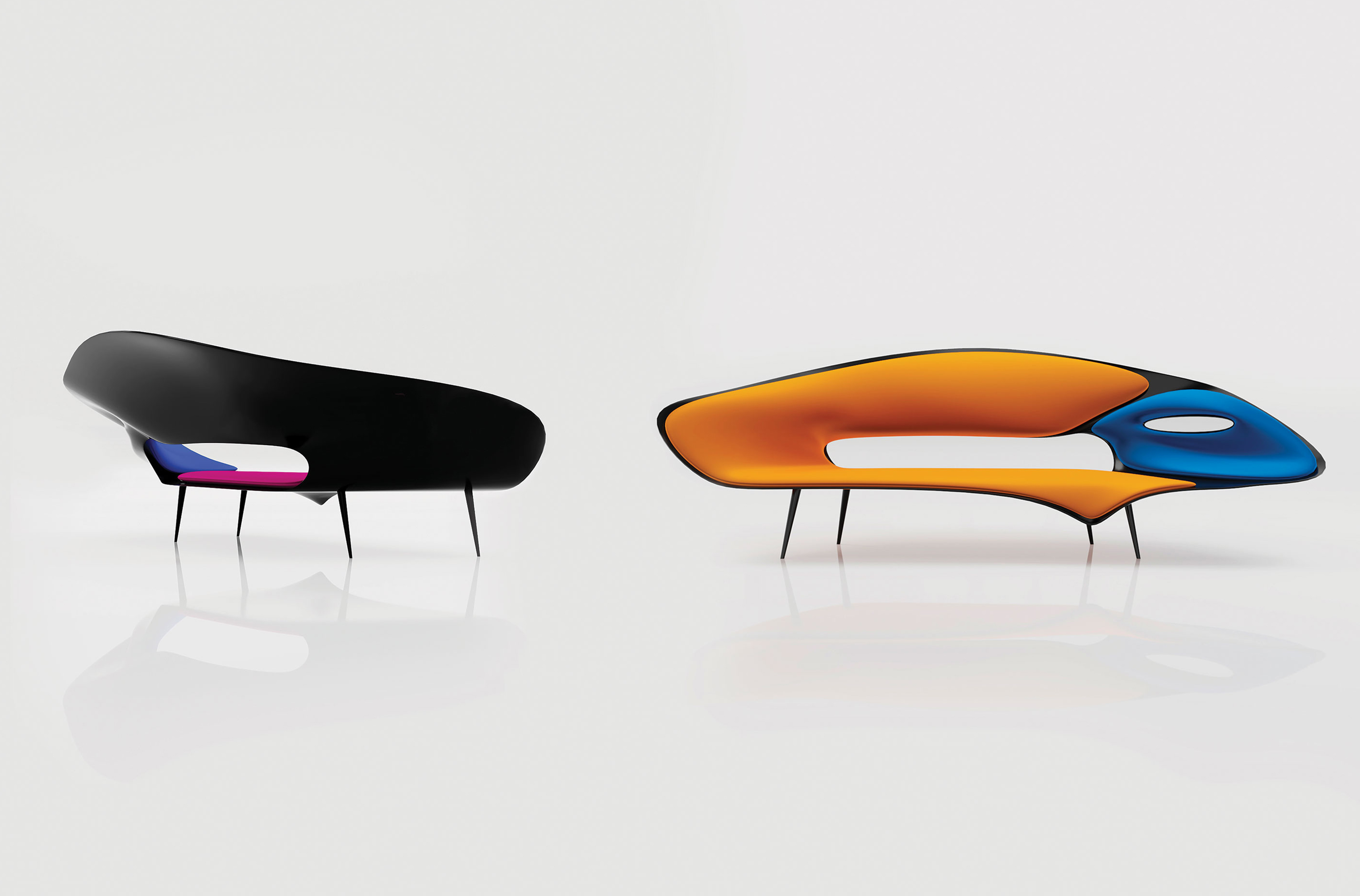
La collection Aquarium, où chaque pièce est inspirée par le monde aquatique ici le modèle Barracuda
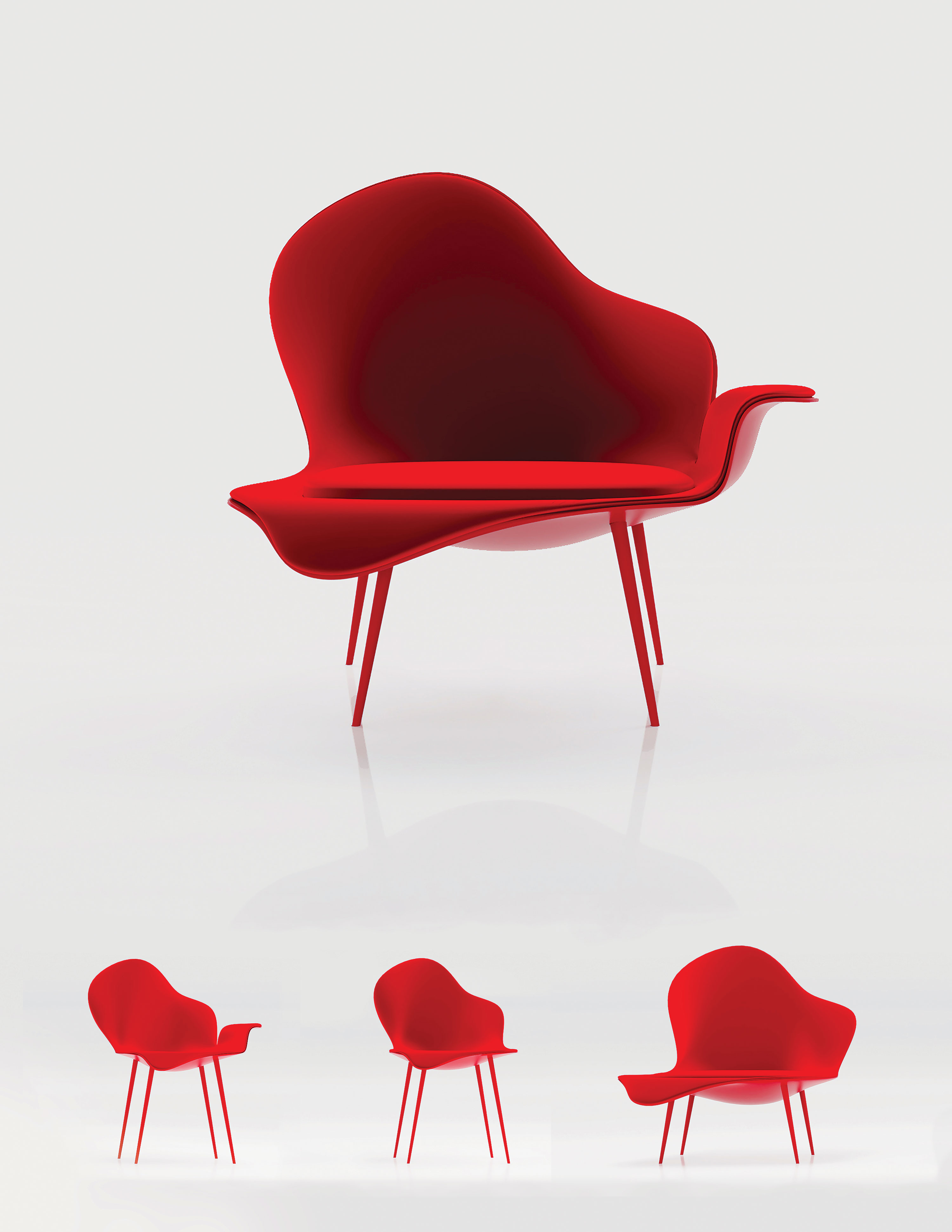
Chaise de la collection Aquarium, où chaque pièce est inspirée par le monde aquatique - ici le modèle Goldfish
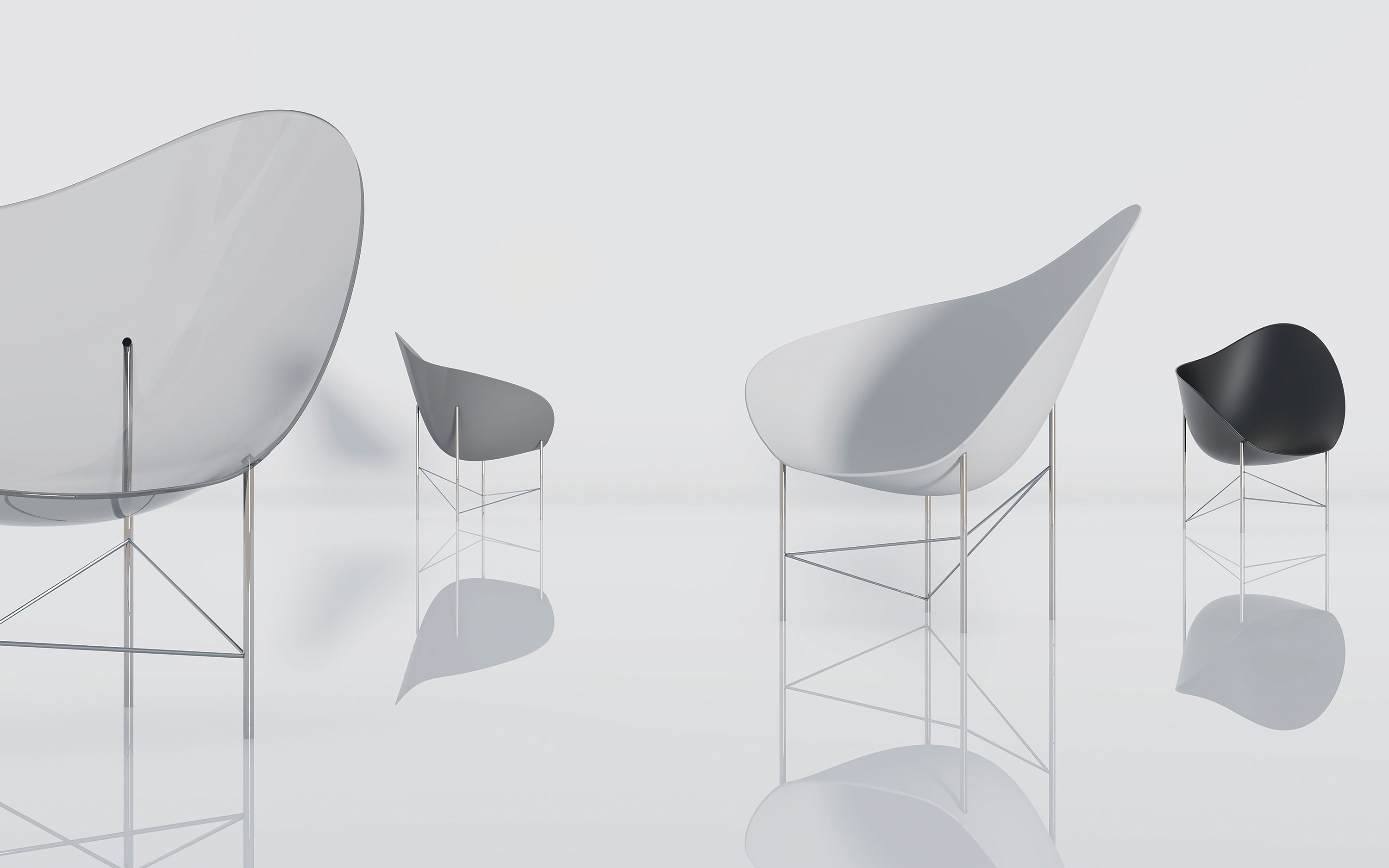
La collection de fauteuils et chaises inspirées du jeu de ficelles au niveau concept des empiètements de chaque pièce